# Wim Dusseldorp
Wim Dusseldorp (Heerlen, 11 juni 1961) is een Nederlands oud-voetballer en voetbaltrainer. In juni 2015 tekende hij een per 1 juli 2015 ingaand contract tot medio 2018 bij MVV Maastricht als assistent-trainer.

## Carrière

### Als speler
Wim Dusseldorp heeft als voetballer gespeeld voor VV Walram / Valkenburg aan de Geul, SV Meerssen en MVV. Met SV Meerssen werd hij kampioen in de Hoofdklasse C in 1994 en in dat jaar werd hij ook verkozen tot Amateurvoetballer van het Jaar.

### SV Meerssen
Dusseldorp werkte lange tijd in de jeugd van SV Meerssen. Hij was er als jeugdtrainer werkzaam, maar ook als trainer van de senioren en zelfs als hoofdtrainer.

### MVV
Ook werkte Dusseldorp bij MVV in Maastricht. Daar trainde hij de jeugd en was hij assistent-coach en keeperstrainer.

### Roda JC
In 1998 vertrok de oud-doelman naar Roda JC. Daar werd hij assistent-coach tot 2001.

### VVV-Venlo
Dusseldorp werd in 2001 aangesteld als trainer van VVV-Venlo, dat destijds onder in de Eerste Divisie bungelde. Met VVV bereikte hij uiteindelijk de nacompetitie. In 2004 eindigde zijn 3-jarige contract en werd hij assistent trainer van Jong Oranje.

### Jong Oranje
Dusseldorp werd in 2004 door de KNVB aangesteld als assistent-coach van Jong Oranje. Dit werk deed hij twee jaar.

### SC Heerenveen
Dusseldorp vertrok in 2005 naar SC Heerenveen. Daar kwam hij als hoofd jeugdopleiding. Na het vertrek van Jan de Jonge naar De Graafschap, nam hij de taken over als assistent-trainer van Gertjan Verbeek. Dusseldorp was één jaar werkzaam als assistent-trainer en tot 2008 hoofd opleiding van de Friese club.

### Fortuna Sittard
In augustus 2010 benoemde Fortuna Sittard Dusseldorp tot nieuwe hoofdtrainer. Hij tekende een contract tot medio 2014. Dusseldorp wil met de Limburgse club aantrekkelijk voetbal gaan spelen en strijden om periodetitels.

### VVV-Venlo
Op 28 december 2011 werd bekendgemaakt dat Dusseldorp zijn werkzaamheden bij Fortuna Sittard zou beëindigen en per 1 januari 2012 in dienst treedt als technisch manager bij eredivisionist VVV-Venlo. Eerder had de club uit Noord-Limburg Ton Lokhoff aangesteld als hoofdcoach, als opvolger van de opgestapte Belg Glen De Boeck
Vanwege een interne reorganisatie moest Dusseldorp op 22 mei 2014 vertrekken bij de Venlose club

### MVV Maastricht
Per 1 juli 2015 werd Dusseldorp assistent-trainer zijn bij MVV Maastricht. Aan het eind van het seizoen 2018-2019 werd zijn contract niet verlengd.